# Ermita de Santa Ana (Cáceres)
La ermita de Santa Ana es una ermita del siglo XVI ubicada en el municipio español de Cáceres. Se ubica en el recinto militar del Centro de Formación de Tropa n.º 1, que desde mediados del siglo XX la utiliza como su capilla castrense.
Fue construida en una zona rústica, unos 5 km al sur de la entonces villa de Cáceres, como oratorio de campo de la parroquia de Santa María, que la abandonó a principios del siglo XIX. Su estado actual como capilla castrense data de una restauración llevada a cabo en 1996 por el Ministerio de Defensa y Caja de Extremadura.

## Historia
La ermita de Santa Ana fue construida en 1556 por encargo de Juan Velázquez, señor de Loriana, vecino de Cáceres que cedió el terreno de una finca de su propiedad. El cantero Pedro Gómez dirigió la obra, firmando con Juan Velázquez un contrato en el que se indica que el edificio se asentaba sobre una ermita preexistente en ruinas, cuyo origen se desconoce. En sus primeros años padeció problemas de organización, ya que en ella se establecieron dos cofradías, una con sede en la propia ermita y otra en la parroquia de Santa María; ambas cofradías se unificaron en 1564, época en la cual se construyó una pequeña casa para albergar a la familia del ermitaño.
Durante el periodo de funcionamiento de la cofradía, se llevaron a cabo dos grandes restauraciones integrales en el edificio, la primera en 1611-1613 y la segunda en 1764-1765. Fue la única ermita cacereña que Antonio Ponz mencionó en su Viaje de España, aunque en dicho documento no describía el edificio sino la finca de su entorno, propiedad de los duques de Abrantes. A finales del siglo XVIII, el entorno de esta ermita fue durante dos décadas el lugar de enterramiento de los niños fallecidos a muy corta edad en la entonces villa de Cáceres. La ermita cayó en desuso a partir de 1805, cuando se disolvió la cofradía por falta de interés de los vecinos de la localidad en mantenerla.
Tras desaparecer la cofradía, la ermita siguió siendo formalmente un edificio dependiente eclesiásticamente de la parroquia de Santa María, parroquia que desapareció en la práctica en 1957 al elevarse su iglesia parroquial al rango de concatedral; sin embargo, el edificio empezó a presentar un estado ruinoso, por lo que en el siglo XIX dejó de celebrarse su tradicional romería y el área pasó a ser un refugio para bandoleros. En las décadas de 1930 y 1940, varios devotos promovieron pequeñas obras que impidieron la ruina total, aunque no llegaron a reconstruirla completamente. En 1950, la finca en la que se ubica la ermita fue comprada por el Ministerio del Ejército a dos hermanos portugueses, con la intención de crear aquí instalaciones militares.
En 1960-1961, por orden del coronel del regimiento Argel nº 27, con sede en el cuartel Infanta Isabel, se restauró parcialmente el edificio, con intención de convertirlo en la capilla castrense del nuevo Centro de Instrucción de Reclutas que en 1964 se abrió en los terrenos de la ermita; esta nueva instalación militar llevaba originalmente el nombre "CIR Santa Ana" en honor a esta ermita. La obra inicial solamente afectó al pórtico y a la sacristía, ampliándose entre 1974 y 1977 con una segunda pequeña obra en la que se instalaron la espadaña y una habitación, lo que en la práctica hacía que el edificio siguiera en un estado ruinoso y necesitase más obras para poder usarse como capilla: mientras que en sus primeros años los reclutas iban aquí a misa, en poco tiempo hubo que habilitar una capilla en las nuevas instalaciones por temor a la situación del techo de la ermita.
Con los cambios políticos, sociales y culturales que se produjeron durante el reinado de Juan Carlos I, comenzó un debate en España sobre cuál debía ser la relación entre la Iglesia católica y las Fuerzas Armadas, que habían estado estrechamente unidas durante la dictadura franquista y que ahora se hallaban en un Estado que, si bien no era estrictamente laico, era aconfesional. En este contexto histórico y dada la dificultad económica de una restauración completa, a lo largo de la década de 1980 quedó la ermita abandonada, utilizándose las ruinas como almacén y como polvorín auxiliar, y en 1986 el "CIR Santa Ana" pasó a denominarse "CIR Centro". Sin embargo, este abandono movilizó a numerosos vecinos de la ciudad, que en 1994 crearon una plataforma para salvar el edificio dirigida por el historiador local Alonso Corrales Gaitán, llevándose a cabo en 1996 una restauración financiada conjuntamente por el Ministerio de Defensa y Caja de Extremadura, datando de aquel año el aspecto actual de la ermita.

## Descripción
Dentro del recinto militar, la ermita se ubica en una zona ajardinada junto al arroyo de Santa Ana, afluente del río Salor que nace en esta zona de la ciudad. Estos jardines fueron creados por sus propietarios anteriores, la familia Carvajal, quienes aprovecharon la orografía y la presencia de aguas subterráneas para traer plantas del norte de África.
El edificio, construido según la arquitectura popular de la zona, se estructura en torno a una capilla principal de planta cuadrada, en cuya cubierta de madera y tejas destaca una cúpula semiesférica. Los muros fueron construidos en su origen con arcilla y paja, aunque en la reforma de 1996 se añadió un enfoscado con mármol. La estructura se completa en el exterior por un pórtico con arcos de medio punto y arcos escarzanos que sirve de acceso principal, contrafuertes con aspecto de torreones con remate cónico y una espadaña.
La decoración de la ermita es muy escasa. En la fachada interior del pórtico, sobre la puerta de acceso hay un fresco del siglo XVI que representa a Santa Ana y un ángel. Se atribuye la autoría de este fresco al pintor local Juan de Ribera, autor de las famosas pinturas de la ermita de San Jorge. En el interior del edificio hay una imagen de Santa Ana con la Virgen.

## Uso actual
Desde 1964, la función teórica de este edificio es la de servir como capilla castrense del recinto militar en el cual se ubica aunque, como ocurre en toda instalación militar, podría destinarse a otra función si las necesidades de la defensa nacional así lo exigen; un ejemplo de ello fueron las épocas en las que se utilizó como almacén y como polvorín auxiliar. La ermita no pertenece eclesiásticamente al Arzobispado Castrense de España, sino a la diócesis de Coria-Cáceres, por haber pertenecido durante siglos a la parroquia de Santa María, actualmente concatedral de la diócesis.
Al hallarse en un recinto militar, normalmente el acceso al edificio solo se permite a los militares acuartelados y demás personal expresamente autorizado. Sin embargo, se permiten las visitas turísticas a la ermita con la condición de solicitarlo previamente por escrito y acceder en grupo; estas condiciones, unidas al hecho de que la ermita es actualmente poco conocida en la ciudad, limitan normalmente las visitas a ocasionales excursiones escolares.